# Alice Mazens
Alice Mazens, née le 26 juillet 1998 à Paris, est une joueuse  de handball qui évolue au poste d'ailière gauche.

## Formation
Alice débute le handball dans le club de Villiers-sur-Marne, repérée rapidement pour ses qualités, elle intègre le CREPS de Châtenay-Malabry en 2014 après neuf années dans son premier club. En même temps, elle signe pour intégrer les équipes jeunes du Paris 92. Après une formation concluante, elle signe son premier contrat de formation en 2016. 
Malheureusement, sa progression est stoppée par une rupture des ligaments croisés. S'ensuit une longue récupération, d'autant plus que ses ligaments rompent de nouveau lors de son retour à l'entrainement. Alice aura été éloignée des terrains pendant un peu moins de deux ans. 
De retour à la compétition, elle réintègre le groupe professionnel rapidement et continue sa progression.
En 2024, après huit saisons au Paris 92, elle rejoint le club danois de l'Ajax Copenhague.

## Galerie

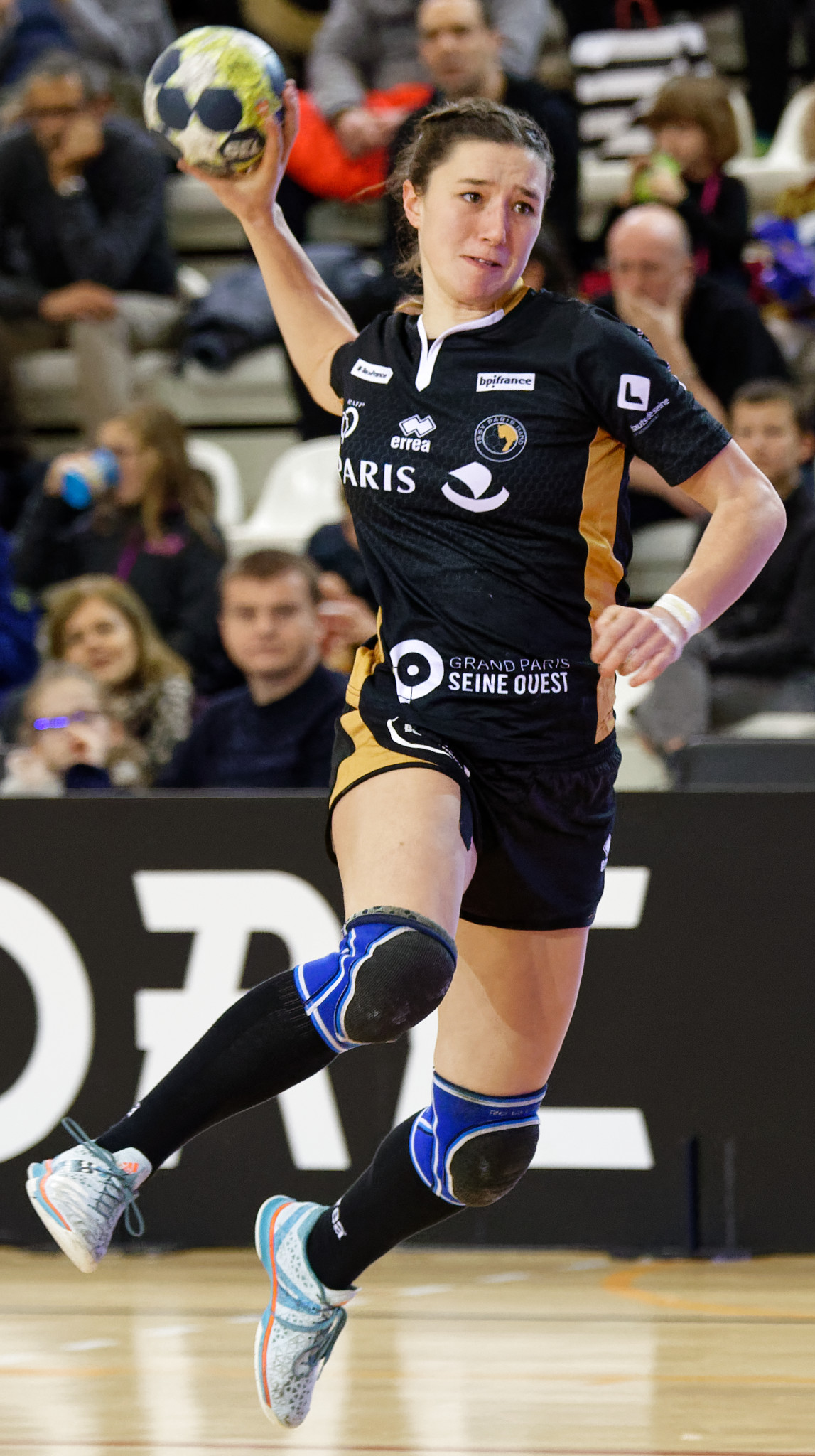
En 2017
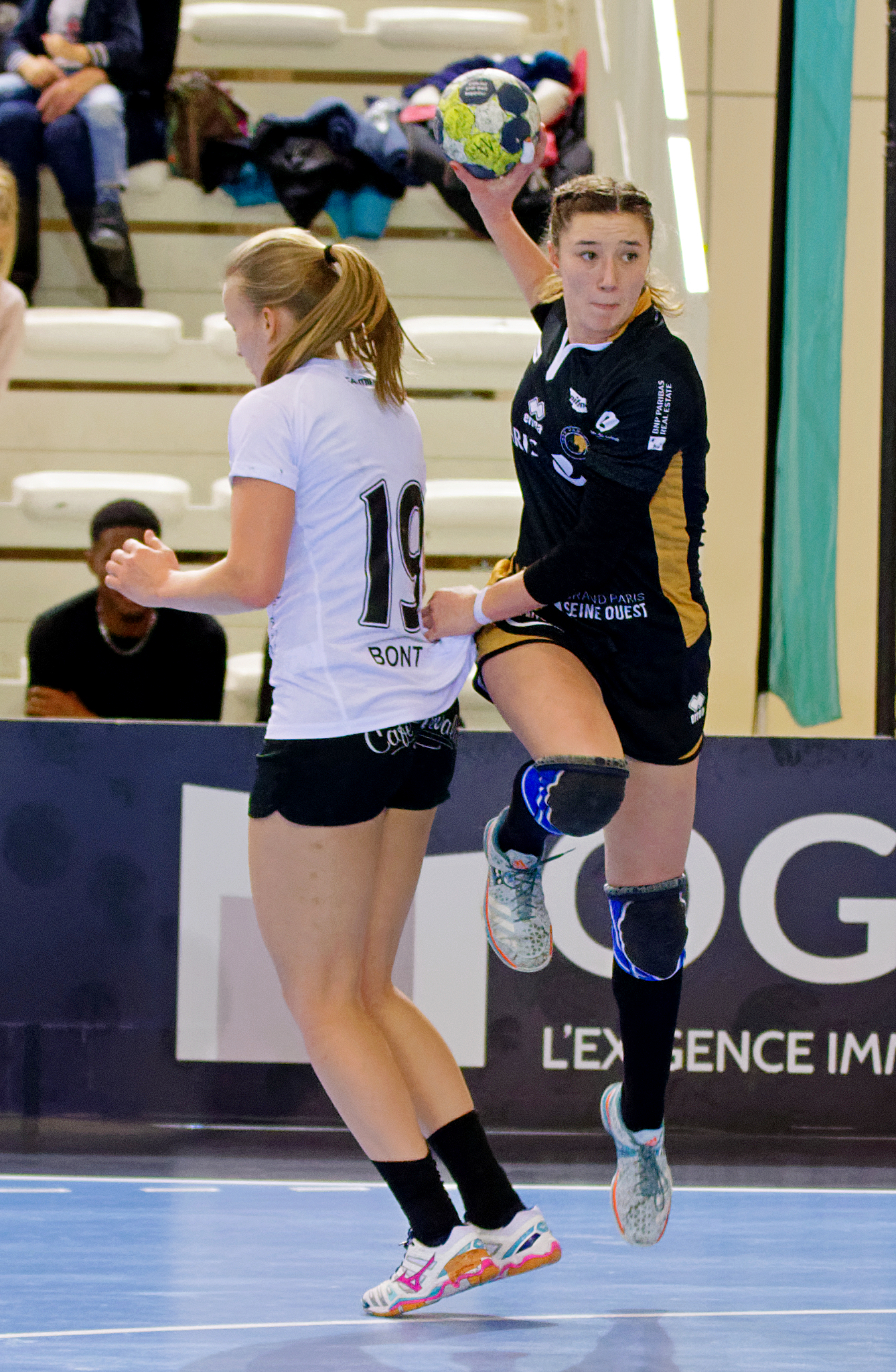
En 2018
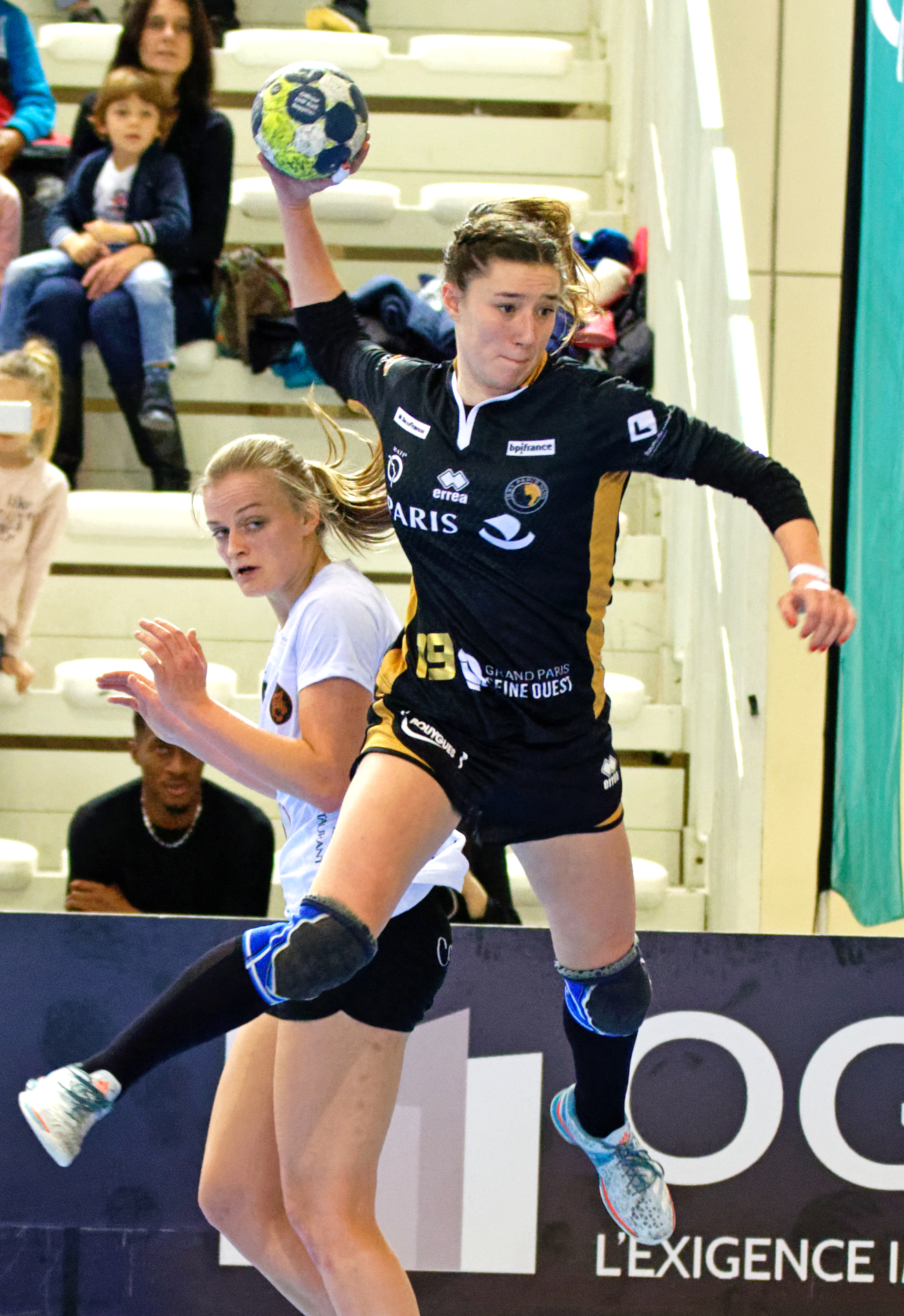
En 2018
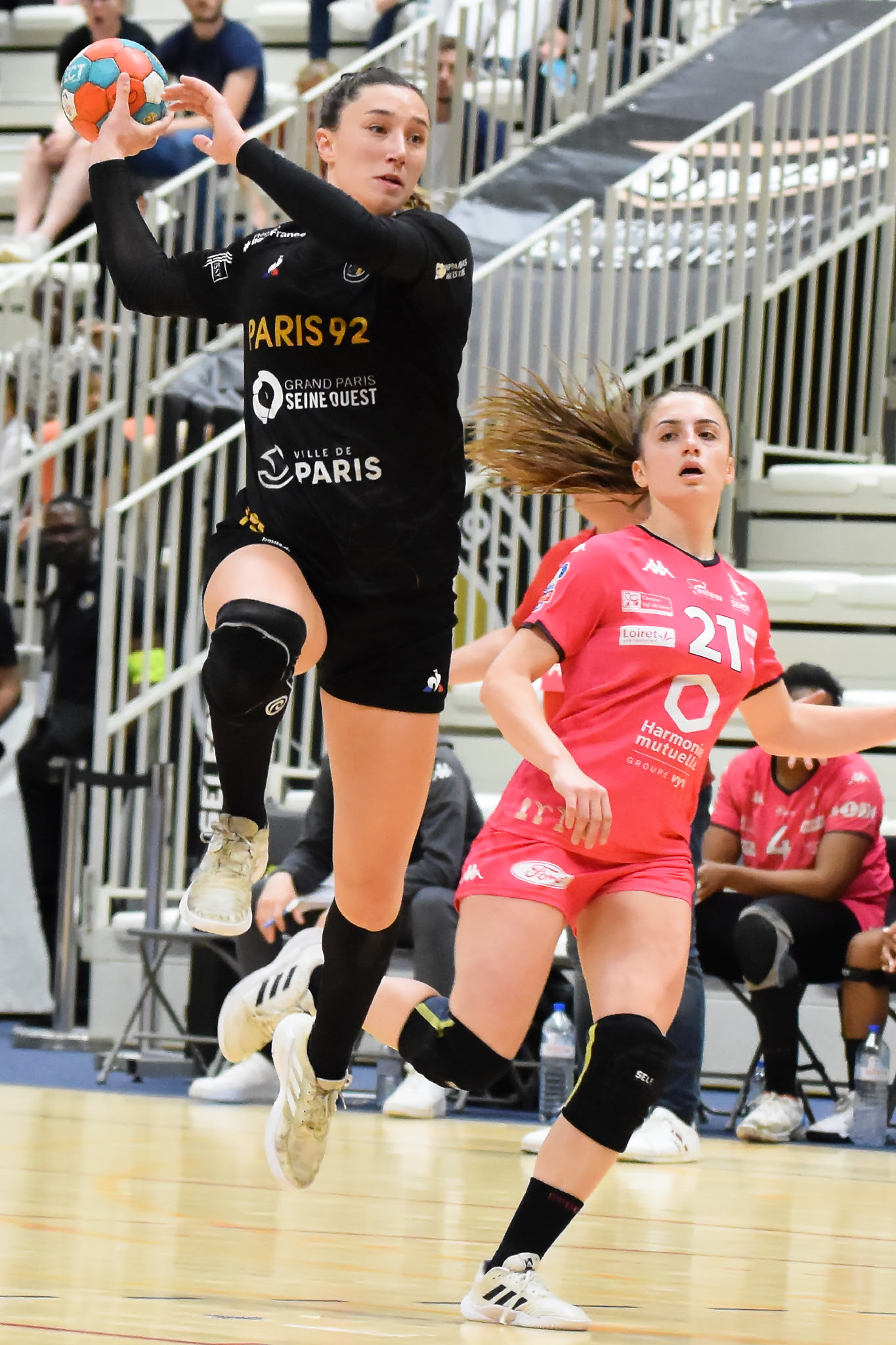
En 2022
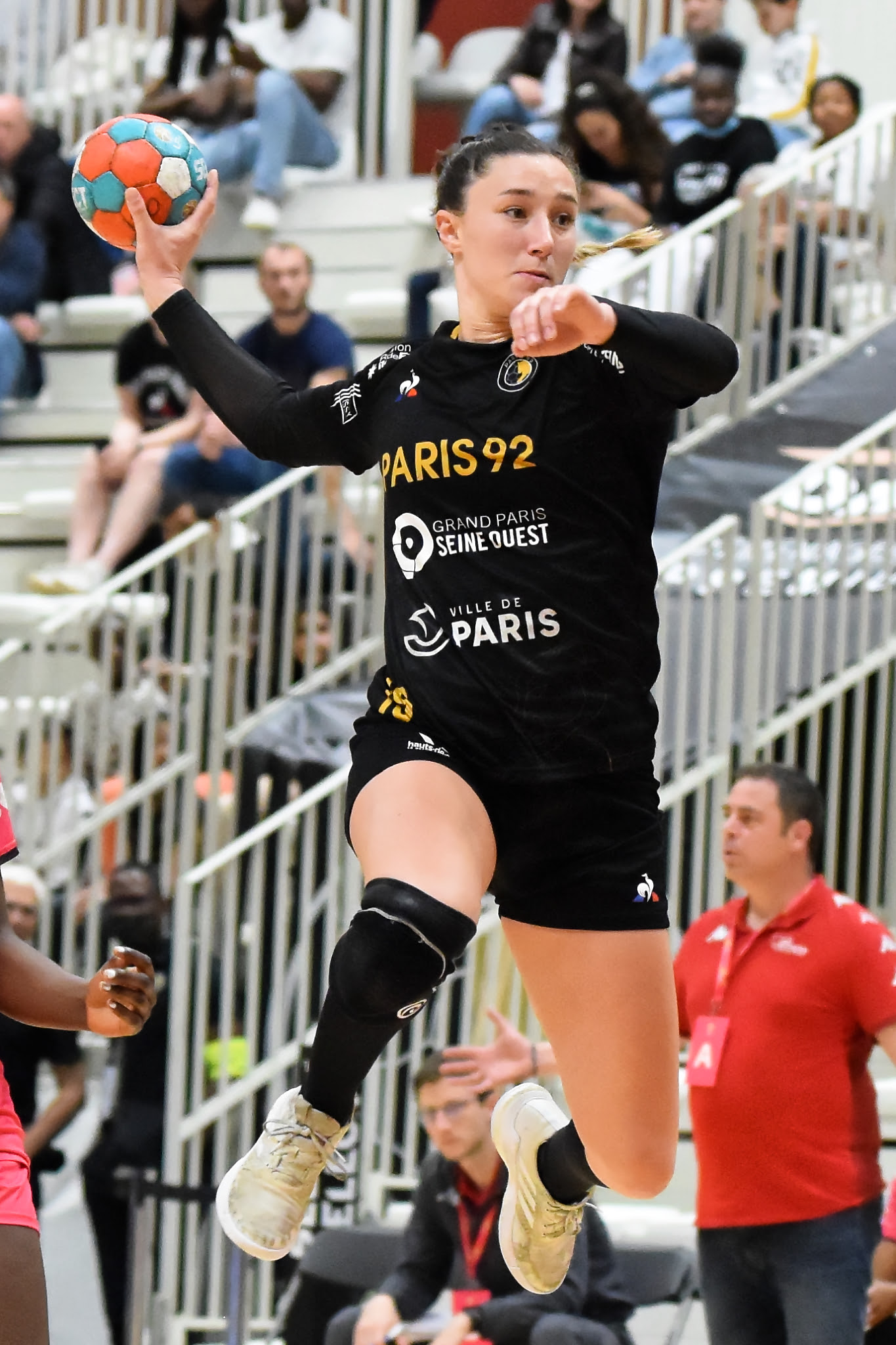
En 2022